# El Toledo
El Toledo är en ort i Mexiko.   Den ligger i kommunen San Pedro Mixtepec -Dto. 22 - och delstaten Oaxaca, i den sydöstra delen av landet, 400 km sydost om huvudstaden Mexico City. El Toledo ligger 398 meter över havet och antalet invånare är 351.
Terrängen runt El Toledo är kuperad, och sluttar söderut.  Trakten runt El Toledo är nära nog obefolkad, med mindre än två invånare per kvadratkilometer. Närmaste större samhälle är Puerto Escondido, 14,3 km söder om El Toledo. Omgivningarna runt El Toledo är en mosaik av jordbruksmark och naturlig växtlighet.